# Errantia
Die Einteilung der Lebewesen in Systematiken ist kontinuierlicher Gegenstand der Forschung. So existieren neben- und nacheinander verschiedene systematische Klassifikationen. 
Das hier behandelte Taxon ist durch neue Forschungen obsolet geworden oder ist aus anderen Gründen nicht Teil der in der deutschsprachigen Wikipedia dargestellten Systematik.

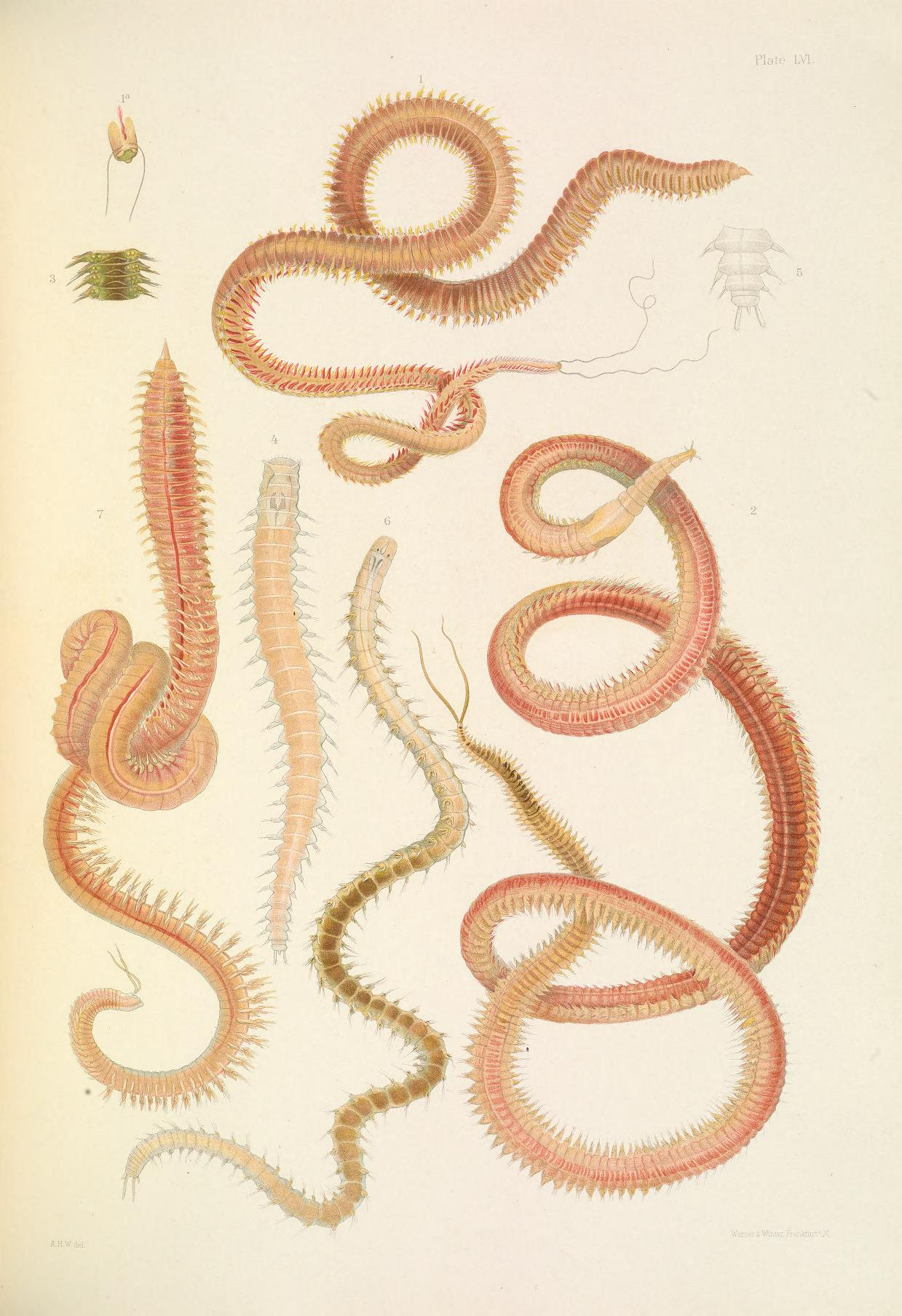
Verschiedene errante Polychaeten. A monograph of the British marine annelids 1910, Tafel LVI.

Errantia (die „Umherirrenden“ [Neutrum] von lateinisch errare „umherirren“) ist der Name eines traditionellen Taxons innerhalb der Ringelwurm-Klasse der Vielborster (Polychaeta), in dem frei bewegliche, also „errante“ Borstenwürmer den sessilen oder halbsessilen Sedentaria gegenübergestellt wurden und das auf Jean Victor Audouin und Henri Milne Edwards zurückgeht. In dieser Beschreibung kann es als Synonym der Unterklasse der Aciculata betrachtet werden, doch wurde der Name in neuerer Zeit auch für Ober- oder Untertaxa der Aciculata verwendet.

## Merkmale

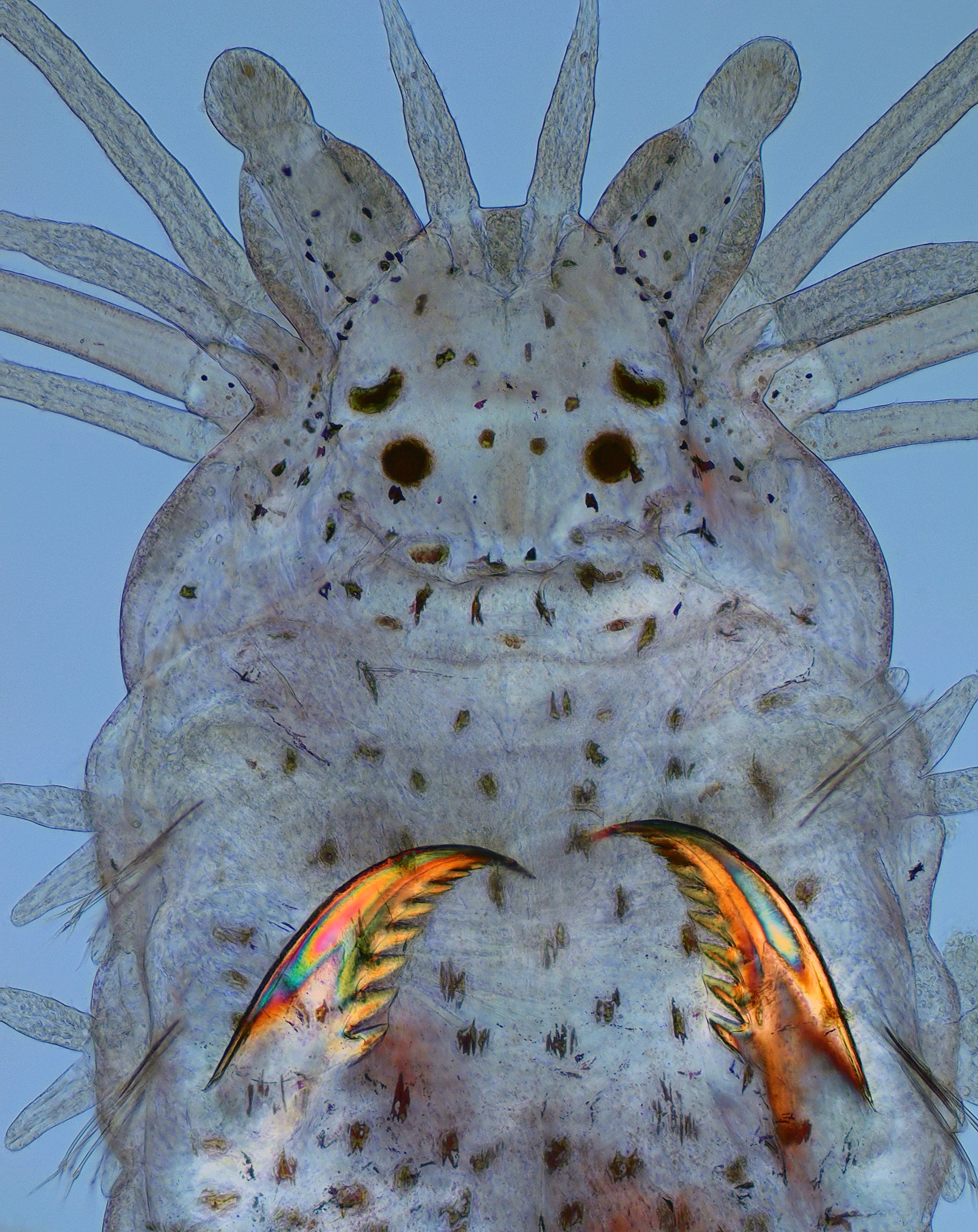
Kopf eines typischen erranten Polychaeten (ohne taxonomische Angabe) mit Antennen, Palpen, Augen, Nuchalorganen und Kiefern

Im Gegensatz zu den Sedentaria sind die Errantia an rasche und kräftige Fortbewegung angepasst, weshalb ihre Parapodien über ein Innenskelett aus kräftigen Borsten, den Aciculae, verfügen, an die zahlreiche starke Muskeln ansetzen und so die Parapodien zu Fortbewegungsmitteln machen. Die Tiere haben in der Regel zwei Sinnespalpen, jedoch keine Tentakel. Sinnesorgane wie Antennen, Augen und Nuchalorgane sind wohl entwickelt. Neben Substratfressern gibt es zahlreiche Aasfresser und Prädatoren (Fleischfresser), die ihre Beute mit kräftigen Kiefern zerstückeln oder einem muskulösen ausstülpbaren Pharynx ergreifen und als Ganzes verschlucken. Manche Arten wie die fischfressende Eunice aphroditois bauen Wohnröhren, können diese aber zum Beutefang verlassen.

## Errantia als Synonym der Aciculata
Phylogenetische Untersuchungen seit den 1960er Jahren auf anatomischer und molekulargenetischer Grundlage ergaben, dass zwar die Errantia monophyletisch seien, die Sedentaria aber als eine heterogene Gruppe aus kladistischer Sicht aufgelöst werden müssten. Rouse & Fauchald führten 1998 in ihrer Systematik den neuen Namen Aciculata ein, in dem die bisherigen Errantia den Canalipalpata, also einem Teil der bisherigen Sedentaria als Schwestergruppe in einem neuen Taxon Palpata gegenübergestellt werden. Die Palpata – Ringelwürmer mit mindestens einem Paar Palpen, entweder Sinnespalpen oder mit Wimpernrinnen versehenen, der Ernährung dienenden Palpen – stehen den Scolecida, also Ringelwürmern ohne Antennen und Palpen, die bisher ebenfalls zu den Sedentaria gezählt wurden, gegenüber. Damit bilden zwar die Errantia, nicht jedoch die bisherigen Sedentaria nach dieser Systematik eine natürliche Gruppe und sind somit obsolet.

## Errantia in neuen Systematiken
In jüngeren phylogenetischen Analysen auf molekulargenetischer Grundlage wird auf die Errantia entweder als übergeordnete oder als untergeordnete Klade der Aciculata Bezug genommen.
Nach Torsten Hugo Struck und anderen (2015) sowie Anne Weigert und Christoph Bleidorn (2016) umfassen die Errantia die Gruppen Aciculata (mit den Phyllodocida und Eunicida) und Protodriliformia. Bei der Evolution im Sandlückensystem spielten hiernach für die zu den Errantia gehörenden Protodriliformia insbesondere Verzwergung, für die zu den Sedentaria gehörenden Orbiniida (mit den Orbiniidae) dagegen Progenese eine Rolle.
Kladogramm nach Struck et al. 2015 sowie Weigert & Bleidorn 2016:
|                         | Protodriliformia (Archianellida)                          |
|                         |                                                           |
|                         | Myzostomida                                               |
|                         |                                                           |
| Aciculata               | \| \| Phyllodocida \| \| \| \| \| \| Eunicida \| \| \| \| |
| Vorlage:Klade/Wartung/3 | \| \| Phyllodocida \| \| \| \| \| \| Eunicida \| \| \| \| |
|                         | Phyllodocida                                              |
|                         |                                                           |
|                         | Eunicida                                                  |
|                         |                                                           |

|  | Phyllodocida |
|  |              |
|  | Eunicida     |
|  |              |

Kladogramm nach Parry et al. 2016:
|  | Phyllodocida |
|  |              |
|  | Eunicida     |
|  |              |

|  | Amphinomida    |
|  |                |
|  | Kenostrychus † |
|  |                |

|  | Phyllodocida |
|  |              |
|  | Eunicida     |
|  |              |

|  | Amphinomida    |
|  |                |
|  | Kenostrychus † |
|  |                |

|  | Phyllodocida |
|  |              |
|  | Eunicida     |
|  |              |

|  | Amphinomida    |
|  |                |
|  | Kenostrychus † |
|  |                |

|  | Phyllodocida |
|  |              |
|  | Eunicida     |
|  |              |

|  | Amphinomida    |
|  |                |
|  | Kenostrychus † |
|  |                |